# Étienne-Charles de Loménie de Brienne
Étienne Charles de Loménie de Brienne (Parigi, 9 ottobre 1727 – Sens, 19 febbraio 1794) è stato un cardinale, arcivescovo cattolico e politico francese.
Fu Primo Ministro del regno di Francia nell'anno immediatamente precedente alla rivoluzione francese.

## Biografia
Étienne-Charles de Loménie de Brienne nacque a Parigi il 9 ottobre 1727, da una nobile famiglia. In gioventù frequentò il Collège d'Harcourt di Parigi e L'Università della Sorbona ove conseguì il dottorato in teologia nel 1751. Ordinato sacerdote l'8 marzo 1752, divenne in quello stesso anno vicario generale della diocesi di Rouen e membro de l'Académie des Sciences and of the Académie des Inscriptions.
Dopo aver visitato Roma, divenne vescovo di Condom il 19 dicembre 1760 l'11 gennaio dell'anno successivo venne consacrato nel noviziato domenicano di Saint-Germain dal cardinale Paul d'Albert de Luynes, arcivescovo di Sens. Il 21 marzo 1763 rinunciò al governo della diocesi per venire subito dopo eletto arcivescovo di Tolosa. Abate commendatario di Mont Saint Michel dal 1766, venne eletto membro de l'Académie Française dal 25 giugno 1770.
Nel 1775 divenne abate commendatario dell'abbazia di Moissac, carica che mantenne fino al 1788. Dopo aver rinunciato nuovamente al governo dell'arcidiocesi l'8 marzo 1788, il 10 marzo di quello stesso anno venne eletto arcivescovo di Sens.

### Primo Ministro del Regno di Francia
Tra i suoi amici ricordiamo i filosofi Jean Le Ronde d'Alembert, André Morellet e Voltaire, oltre a politici influenti come Robert Turgot. Furono proprio queste amicizie a far divenire Étienne-Charles de Loménie de Brienne un personaggio influente anche nel mondo della politica, opponendosi a Charles-Alexandre Calonne. Principale Ministro di Stato (Primo Ministro) dal febbraio del 1787, una volta giunto al potere, egli propose al parlamento di garantire il libero commercio interno, oltre al prevedere delle assemblee provinciali e la redenzione delle corvée.
Quando il parlamento però si rifiutò di sottoscrivere la proposta di de Brienne e propose invece una nuova tassa generale sulla terra, egli persuase Luigi XVI di Francia a scrivere un lit de justice per rafforzare la sua posizione verso il parlamento. Per contrastare dunque l'opposizione con ogni misura, egli persuase il monarca francese a esiliare il parlamento a Troyes (18 agosto 1787). A questo punto il parlamento si accordò per prolungare le tasse dirette di tutte le tipologie ma si mantenne a Parigi. Il comportamento di de Brienne, ad ogni modo, era molto in contrasto coi parlamentari che organizzarono in più occasioni manifestazioni di rimostranza nei suoi confronti ed egli fu costretto a dimettersi il 25 agosto 1788.

### La rivoluzione e la rinuncia
Creato cardinale presbitero nel concistorio del 15 dicembre 1788, non ricevette mai la berretta né il titolo cardinalizio. Entrato attivamente in politica, divenne presidente dell'assemblea dei notabili, ma accettò la Costituzione Civile del Clero del 30 gennaio 1791, venendo nominato dal governo francese vescovo di Yonne (ossia il dipartimento francese con capoluogo Auxerre e comprendente anche Sens). A causa di questo suo atteggiamento, il 23 febbraio 1791 ricevette un richiamo ufficiale da parte del papa Pio VI e de Brienne, per tutta risposta, rinunciò al cardinalato il 26 marzo 1791, venendo poi formalmente deposto dal papa nel concistorio del 26 settembre 1791. Il 15 novembre 1793 quando la Convenzione si trovava in serio pericolo, egli abiurò al cattolicesimo in un primo tempo e poi tentò di fuggire ma venne arrestato il 18 febbraio 1794 e rinchiuso a Sens, accusato di tradimento. Il giorno successivo venne trovato morto nella sua cella per un attacco cardiaco.

## Genealogia episcopale e successione apostolica
La genealogia episcopale è:
- Cardinale Scipione Rebiba
- Cardinale Giulio Antonio Santori
- Cardinale Girolamo Bernerio, O.P.
- Arcivescovo Galeazzo Sanvitale
- Cardinale Ludovico Ludovisi
- Cardinale Luigi Caetani
- Vescovo Giovanni Battista Scanaroli
- Cardinale Antonio Barberini, O.S.Io.Hieros.
- Arcivescovo Charles-Maurice Le Tellier
- Arcivescovo Jean-Baptiste-Michel Colbert de Saint-Pouange
- Vescovo Olivier Jégou de Kervilio
- Arcivescovo Louis de La Vergne-Montenard de Tressan
- Cardinale Paul d'Albert de Luynes
- Cardinale Étienne-Charles de Loménie de Brienne

La successione apostolica è:
- Vescovo Louis-Jérême de Suffren de Saint-Tropez (1764)
- Cardinale Jean de Dieu-Raymond de Boisgelin de Cucé (1765)
- Vescovo François-Tristan de Cambon (1768)
- Vescovo Barthélemy-Louis-Martin de Chaumont de La Galaisière (1777)
- Vescovo Charles Seignelay Colbert de Castle Hill (1781)
- Arcivescovo François de Fontanges (1783)
- Vescovo Jean-Baptiste-Auguste de Villoutreix de Faye (1783)
- Vescovo Antoine-Eustache d'Osmond (1785)
- Vescovo Alexandre-Henri de Chauvigny de Blot (1788)
- Arcivescovo Pierre-François-Martial de Loménie (1789)

## Opere
- Oraison funébre du Dauphin (Parigi, 1766)
- Compte-rendu au roi (Parigi, 1788)
- Le Conciliateur, in collaborazione con Turgot (Roma, Parigi, 1754)